# Mezzano Superiore
Mezzano Superiore (Amzàn Sora in dialetto parmigiano) è una frazione del comune di Sorbolo Mezzani, posta a 5 km a est di Colorno e a 18 km a nord di Parma.

## Toponomastica
Il toponimo Mezzano era utilizzato in epoca medievale per designare isole fluviali o comunque territori compresi tra due rami di un fiume. Infatti Mezzano Superiore nasce come isola del fiume Po, denominata inizialmente Mezzano del Vescovo in quanto feudo del vescovo di Parma. La successiva formazione di una seconda isola nelle vicinanze, anch'essa chiamata Mezzano fece sì che per distinguerle, alla prima venisse associata la denominazione di sopra poi trasformato in Superiore.

## Geografia fisica
Il paese è ubicato nella pianura padana, nella Bassa parmense e si trova a un'altezza di 27 m s.l.m. Si snoda principalmente su due assi viari: la Strada Provinciale 34 Padana orientale e la strada (via Gramsci) che dalla provinciale attraverso il ponte Albertelli conduce a Mezzano Rondani. A nord l'abitato è bagnato dal Parma. A sud della strada provinciale si trovava il canale Parmetta oggi interrato e sostituito da una ciclabile.

## Storia

### La formazione del territorio

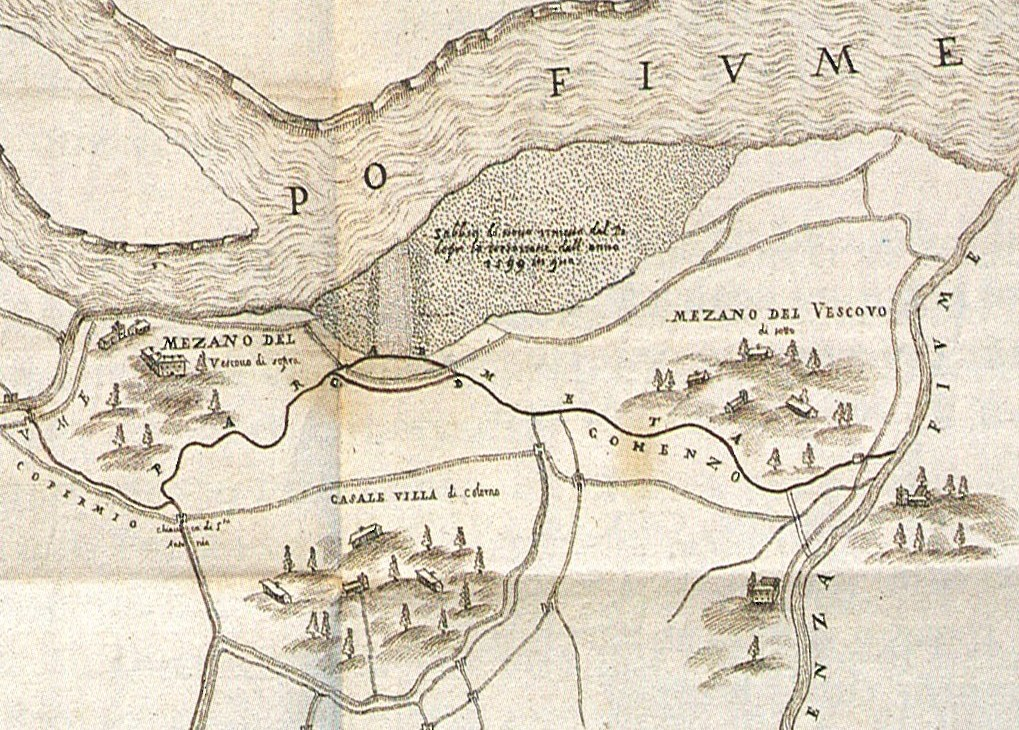
il territorio di Mezzani in una carta di Smeraldo Smeraldi del XVII secolo

L'imperatore Carlo il Grosso nell'880 concesse al Vescovo di Parma Guibodo le rive dei fiumi Po, Parma, Enza e Taro e le isole che si trovavano in essi. Tali privilegi furono poi confermati da Ottone III nel 973 e da Enrico VI nel 1195. Per tale motivo, l'isola del Po su cui in seguito sorse Mezzano Superiore fu fin dal principio un possedimento dell'episcopato parmense. L'epoca della sua formazione non è certa, tuttavia l'abate Giovanni Romani menziona un avvenimento accaduto presso il "Mezzano del Vescovo" già nell'anno 1131. Posteriormente al 1306 si formò più a est una seconda isola dove poi fu insediato il paese di Mezzano Inferiore. Prima del congiungimento delle isole fossero alla riva destra del Po, la sponda del fiume iniziava presso Coenzo e proseguiva lungo l'argine di S. Antonio(oggi ridotto a semplice strada di campagna) fino alla maestà di S. Cristoforo di Mezzano Superiore. Una grossa piena che nel 1437 interessò Casalmaggiore contribuì a saldare definitivamente alla sponda parmense l'isola di Mezzano Superiore ormai separata solo da un ramo interrato del fiume denominato Po vecchio.
Dal medioevo a oggi il corso del Po si è spostato di diversi chilometri verso nord erodendo la sponda lombarda e formando nuove terre in corrispondenza della riva emiliana. Si può comprendere l'entità di questo mutamento osservando l'attuale distanza dal fiume dai paesi parmensi con toponimo denotante la fondazione alla confluenza di un torrente nel Po: Coltaro (Caput Tari), Colorno (Caput Lurni), Copermio (Caput Parmae) e Coenzo (Caput Entiae).
Mezzano Superiore come anche il vicino Mezzano Rondani in realtà non si sviluppò solo come centro agricolo ma anche come punto strategico per il controllo della confluenza della Parma in Po e per il commercio fluviale col cremonese. La crescita di importanza dei due Mezzani per gli scambi con la Lombardia sono legati al blocco del porto di Copermio operato da Matilde di Canossa durante le lotte per le investiture e ai conflitti che interessarono l’area di Colorno tra il XI e il XIII secolo.

### La nascita del paese e la signoria vescovile

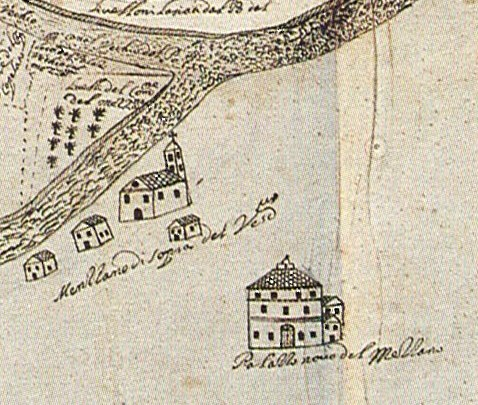
Mezzano Superiore e il palazzo del Vescovo, particolare di un disegno del XVII secolo

Per favorire il popolamento del nuovo territorio di sua proprietà, il Vescovo diede in enfiteusi i terreni di Mezzano alle famiglie di contadini che si fossero impegnate a coltivarli. L'enfiteusi è un contratto di lunga durata che prevede canoni ridotti in cambio del miglioramento delle terre date in concessione, nel medioevo era pertanto tipico dei terreni marginali appena conquistati alla coltura e di cui si volesse favorire il popolamento. Uno dei primi contratti di locazione di queste terre di cui si abbia notizia risale al 25 novembre del 1297, ad opera dell'allora vescovo Giovanni da Castell'Arquato. Le prime dimore furono edificate sui terreni più elevati dell'ex isola nei pressi dell'attuale strada provinciale. Come in altri centri lungo le rive del Po troviamo una caratteristica conformazione allungata; le abitazioni si snodano lungo una strada sinuosa che ricalca le antiche anse del fiume.
Alla popolazione del luogo furono concessi anche diversi privilegi fiscali, a differenza degli stati vicini non vennero mai applicate imposte sui fuochi, sulla pesca, sui forni, sui macelli e nemmeno sul commercio di sale, tabacco e acquavite. La mancata applicazione di queste tasse permetteva ai Mezzani di costituire una specie di zona franca. A causa della vendita di merci esentate da dazio, gli abitanti del posto furono spesso accusati dal Ducato di Parma di esercitare il contrabbando. L'economia però fu sempre essenzialmente legata all'agricoltura, la bassa pressione fiscale consentì ai mezzanesi di apportare migliorie ai propri appezzamenti e di acquistarne nello stato di Parma. 
I privilegi goduti da questi territori furono confermati il 25 settembre 1399 da una sentenza che dichiarò Mezzano del Vescovo interamente e integralmente sotto la giurisdizione del vescovo di Parma. Nello stesso anno, il delegato del Duca di Milano, sentenziò che gli uomini del paese non erano tenuti ad alcun carico reale e personale, né misto. Infine il 28 giugno 1402 il vescovo Giovanni Rusconi, ottenne l'immunità per il Mezzano del Vescovo.

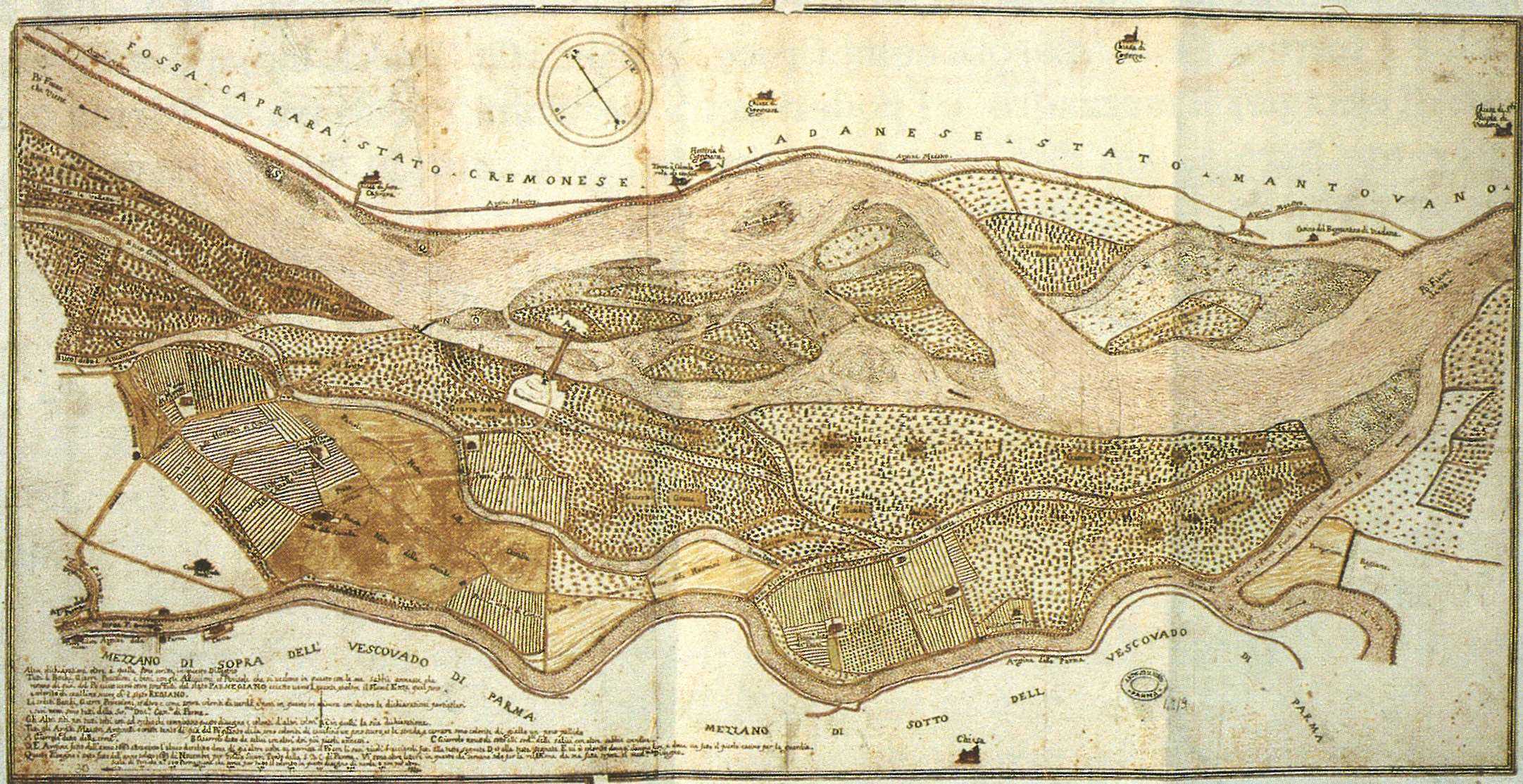
Carta del 1683 in cui Parma ed Enza confluiscono congiuntamente in Po

I Mezzani costituivano un vero e proprio stato, indipendente dal vicino Ducato di Parma e Piacenza su cui il vescovo col titolo di conte amministrava il territorio e esercitava la giustizia tramite un podestà di sua nomina. A Mezzano Superiore Ferdinando Farnese fece costruire un palazzo; in esso dimorava il Vescovo durante le sue visite e il podestà esercitava le sue funzioni. Nello stesso edificio si trovava anche una piccola guarnigione. 
Nel 1579 si verificarono delle controversie per lo sfruttamento di un’isola da poco formatasi alla foce del torrente Parma tra le comunità di Mezzano Superiore, Copermio e Fossacaprara. Altre dispute avvennero nel 1598 aventi come oggetto sempre la gestione di nuove isole. Questo tipo di controversie furono frequenti e oltre al possesso di nuove terre potevano anche riguardare i diritti per la pesca o la gestione dei porti fluviali. All'inizio del XVIII secolo sorse una disputa per la gestione dei porti tra Mezzano Superiore e Mezzano Rondani. Quest’ultimo tra l’altro disponeva di due approdi, uno sul fiume Po e uno sulla Parma.
Nel corso del XVII secolo le acque del Po si spostarono ulteriormente verso nord, il progressivo accumulo di materiali alluvionali di fronte alla riva del paese formò nuove isole o giare nei pressi della confluenza della Parma. Una carta del 1616 rileva la presenza di due isole di fronte a Mezzano Superiore già colonizzate dalla vegetazione e utilizzate come pascolo. Inizialmente il torrente fluiva tra le due giare ma fu poi costretto da ulteriori apporti di sedimenti a deviare il proprio corso verso est incanalandosi nel vecchio alveo del Po andando a confluire nell'Enza. 

### 1763: il passaggio al Ducato di Parma
Il Vescovo di Parma in qualità di conte dei Mezzani e delle corti di Monchio e Rigoso era da sempre considerato benestante. Il Ducato di Parma mirava da tempo impossessarsi di queste rendite, inoltre inglobare i Mezzani significava avere il controllo del confine con gli stati di Milano, Mantova e Modena. Diversi furono i tentativi per ottenere l'annessione del territorio amministrato dal vescovo di Parma.
Il duca e il comune di Parma riuscirono a stipulare a Roma nel 1590 col cardinale Ferdinando Farnese un primo accordo sulle collette dei beni dei Mezzani, che fu però invalidato perché ritenuto dannoso alla mensa vescovile.
Nel secondo decennio del XVII secolo il duca Ranuccio I Farnese pervenne a un'intesa con l'allora vescovo Pompeo Cornazzani per la permuta dei due Mezzani con altre terre del ducato, ottenendo anche il benestare di papa Gregorio XV. Nell'esecuzione di quanto pattuito sorsero però delle complicanze che costrinsero il Cornazzani ad abbandonare la diocesi. Il successore Carlo Nembrini chiese invano di dare luogo all'accordo a suo tempo stipulato per porre fine alle continue tensioni con il ducato di Parma.

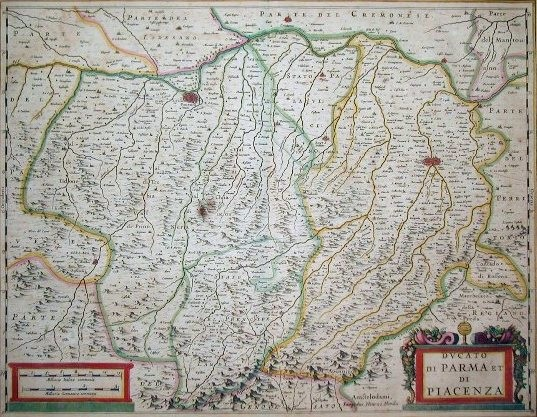
Mappa del Ducato di Parma e Piacenza 1639

Il duca di Parma infatti, per convincere il vescovo ad abbandonare i propri possedimenti non esitò ad usare la forza: dislocò truppe armate lungo i confini per impedire ai mezzanesi di trasportare, nelle loro abitazioni oltre confine, i raccolti dei terreni posseduti in territorio ducale. Il vescovo Giuseppe Olgiati nel 1710 arrivò a rinunciare la Diocesi piuttosto che affrontare nuovi dissidi sulla giurisdizione dei Mezzani.
L'abile ministro ducale Du Tillot utilizzò tutti gli strumenti diplomatici in suo possesso affinché la permuta avvenisse e alla fine individuato il momento opportuno, forte dell'amicizia del vescovo Francesco Pettorelli Lalatta riuscì a concludere a suo favore la controversia. 
La Mensa vescovile, da un lato, non era ormai più in grado di amministrare e gestire i propri possedimenti: gli introiti diventavano sempre più esigui poiché i canoni d'affitto non erano mai stati adeguati alla svalutazione; forse solo l'imposizione delle tasse applicate anche negli stati vicini avrebbe potuto ovviare al problema. Dall'altro lato, il ducato di Parma era assolutamente determinato a stroncare il contrabbando qui presente imponendo i propri dazi. L'acquisizione del possedimento vescovile rientrava inoltre nella politica di ridimensionamento dei privilegi e dei poteri ecclesiastici fortemente voluta dal Du Tillot. Da un punto di vista economico però la permuta sarebbe stata sicuramente più vantaggiosa per il duca di Parma.
Nel 1763 i Duchi di Parma, ottennero dal Pettorelli la definitiva rinuncia alla signoria secolare sui territori dei due Mezzani in cambio del castello di Felino. La popolazione dei due paesi privata dell'autonomia e dei privilegi fiscali di cui aveva goduto fino allora, si rifiutò di giurare fedeltà al Duca Filippo I di Parma. Per un anno i capifamiglia del luogo, per evitare di sottoscrivere l'atto formale di sottomissione al nuovo sovrano, continuarono a nascondersi nei boschi degli stati confinanti ogniqualvolta si presentavano i messi ducali. La situazione fu risolta con l'intervento dei dragoni ducali che confiscarono i beni e incendiarono le case di diverse famiglie.

### XIX e XX secolo
Nel 1806 Mezzano Superiore entrò a far parte del neocostuito comune di Mezzani, ente territoriale del dipartimento del Taro creato da Napoleone Bonaparte. 
Agli inizi dell'800 Maria Luigia subentrata ai Borbone alla guida del Ducato di Parma fece dono alle popolazioni di Mezzano Superiore delle comunaglie, si trattava di terreni che i residenti coltivavano in enfiteusi da tempi remoti, nel giro di pochi anni venne deciso di spartirne la proprietà (da qui il nome che portano ancora oggi: le partite). Nel paese fu sempre diffusa la piccola proprietà, in parte grazie alla ripartizione delle comunaglie del XIX secolo ma anche come conseguenza dell'opera di bonifica del territorio iniziata nel ‘400 dalla popolazione locale.
Il problema dell'erosione delle rive fluviali, mai completamente risolto, tornò a farsi sentire dalla fine del XVIII secolo. Destava preoccupazione la scarsa pendenza del lungo tratto finale da Colorno fino all'Enza della Parma che rallentava il deflusso delle acque e aumentava la probabilità di esondazioni in caso di piena. Tra il 1845 e il 1850 per effetto delle mutate correnti del fiume, la riva destra del Po si avvicinò sempre più all'alveo della Parma. In pochi anni il torrente tornò a sboccare direttamente in Po. Non è documentato né l'anno in cui ciò avvenne né se si trattò solo di un processo naturale legato all'erosione della sponda o se fu velocizzato con una deviazione artificiale. Gli unici dati certi si possono desumere dalla cartografia: nella planimetria pubblicata nel 1828 dall'Istituto Geografico Militare, per conto dello Stato Maggiore Austriaco Parma ed Enza sboccano ancora congiuntamente, nella carta topografica della provincia di Parma del 1879 figura uno sbocco indipendente in Po, ma la configurazione attuale con la foce nei pressi di Mezzano Superiore si trova solo in una carta del 1884. 
Nel 1861 Mezzano Superiore col Ducato di Parma entrò a far parte del Regno d'Italia.

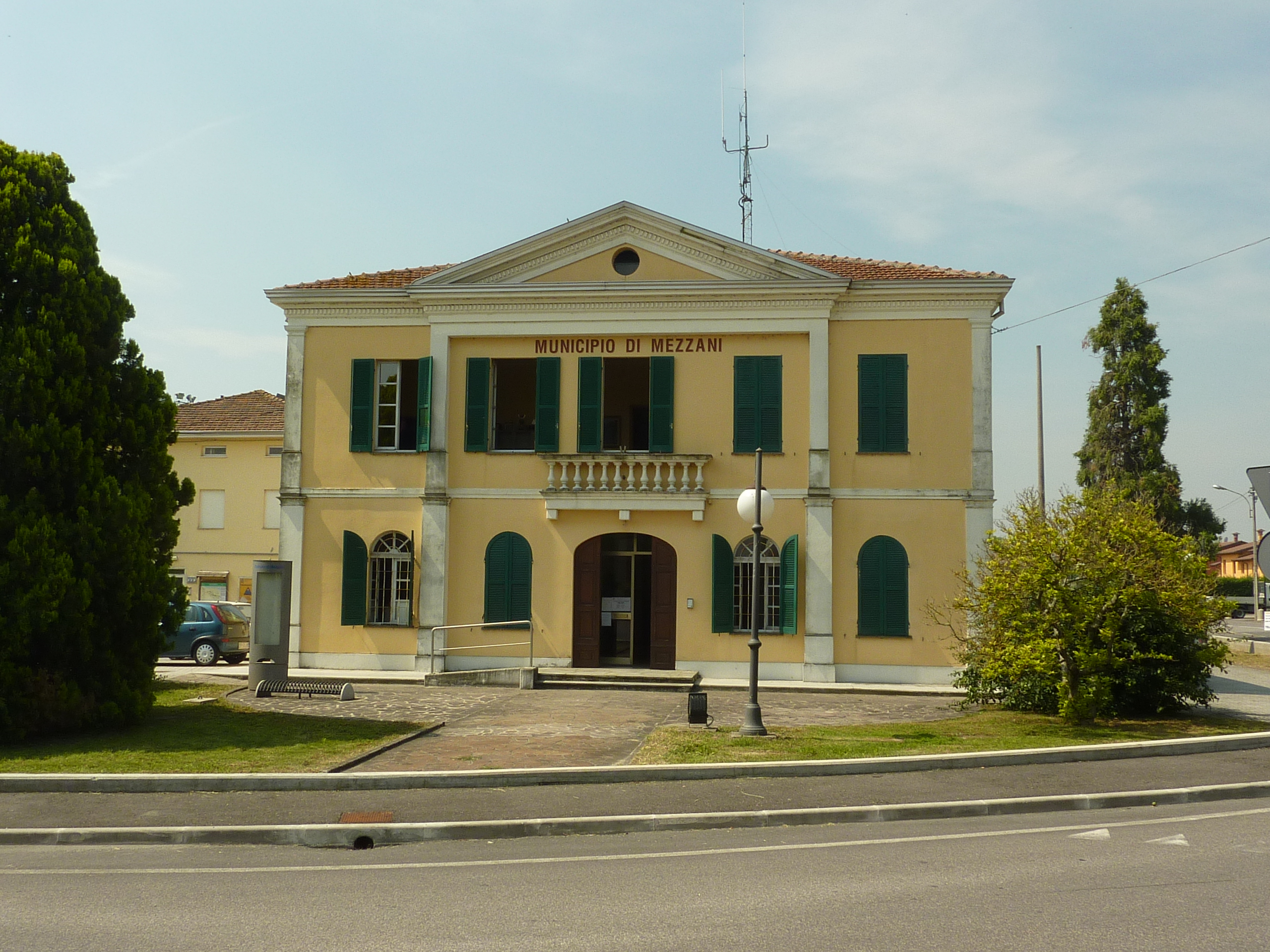
Il municipio realizzato nel XIX secolo

Gli anni '80 del XIX secolo furono abbastanza movimentati dal punto di vista politico. Le frazioni di Mezzano Superiore, Mezzano Rondani e Casale richiesero lo spostamento in una posizione più centrale della sede municipale; questa era infatti ubicata a Mezzano Inferiore, nell'edificio ad angolo tra le attuali via Martiri della Libertà e via Sandro Pertini. Non riuscendo a trovare una soluzione condivisa, l'amministrazione comunale iniziò a temporeggiare.  Gli abitanti dei tre paesi allora si fecero promotori di un'istanza per l'aggregazione al contermine comune di Colorno. Questa azione provocò l'avvio immediato delle pratiche per realizzare una nuova sede municipale a Casale (1886). La posizione più baricentrica della futura casa comunale soddisfece le frazioni e l'istanza fu ritirata. I cittadini di Mezzano Inferiore non furono dello stesso parere e a loro volta chiesero di essere aggregati al comune di Sorbolo. La questione fu risolta in sede di consiglio provinciale nel 1887, venne accettata la richiesta di trasferimento del municipio e respinta la domanda di aggregare Mezzano Inferiore a Sorbolo. Il Regio Decreto del 22 maggio 1887 autorizzò definitivamente il trasferimento della sede comunale.
Negli anni venti del XX secolo, nei pressi di Mezzano Superiore, fu edificato il ponte del Littorio (oggi ponte Albertelli in nome del suo progettista Guido Albertelli) per collegare più agevolmente il paese con l'abitato di Mezzano Rondani. In precedenza presso il "porto" era presente un servizio gratuito che consentiva di traghettare da una sponda all'altra. Veniva utilizzata una zattera costituita da due barconi sormontati e uniti da un pianale in assi di legno azionata a braccia.

## Società

### Evoluzione demografica
Dal punto di vista demografico, Mezzano Superiore ha subito una fase decrescente dopo la seconda guerra mondiale. A partire dagli anni '90 è iniziata la realizzazione di diverse lottizzazioni che ha portato a un incremento della popolazione. Complice di questo fatto è stata la vicinanza con la città di Parma raggiungibile in poco tempo, la disponibilità di alloggi più economici rispetto al capoluogo.

## Monumenti e luoghi d'interesse

### Architetture religiose

#### Chiesa di San Michele

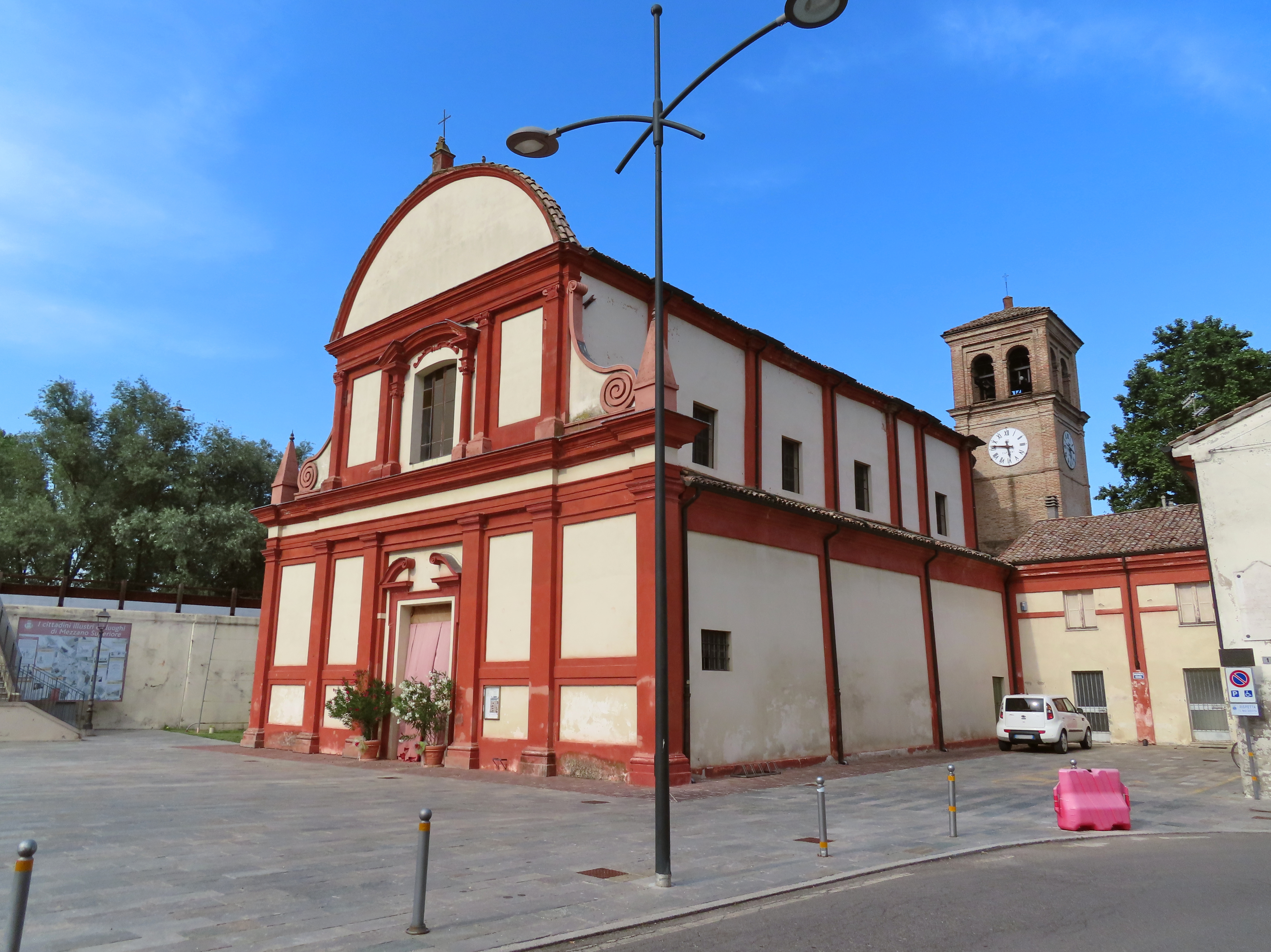
Chiesa di San Michele

Una prima chiesa fu eretta nel XII secolo. Fu poi riedificata in una posizione più avanzata rispetto alla precedente quindi consacrata dal Vescovo Sagramoro Sagramori nel 1479, come testimonia una pietra erratica visibile in canonica. Il campanile fu sopraelevato nel 1664. Il corpo dell'edificio fu rinnovato tra il 1694 e il 1736, su progetto dell'architetto Giuliano Mozzani che, tuttavia, mantenne inalterato il preesistente prospetto della facciata. Lo stile del fronte della chiesa, caratterizzato da un ampio timpano tondo e da coppie di volute di raccordo, risale al XVII secolo.

#### Oratorio della Madonna della neve (Trai)
Si trova in località Trai all'incrocio tra via Gramsci e via Trai. L'edificio, di proprietà privata, ha pianta rettangolare con facciata a capanna. È sormontato da un frontone con cornicione a sguscio.

#### Edicola di San Cristoforo
Ubicata di fronte all'incrocio tra via Gramsci e la Strada provinciale padana orientale, il luogo in cui fu edificata era un tempo in prossimità della riva del fiume Po. 

#### Maestà di via Matteotti
Situata nelle vicinanze del Palazzo del Vescovo, la sua costruzione viene fatta risalire agli inizi del XIX secolo.

### Architetture civili

#### Palazzo del Vescovo

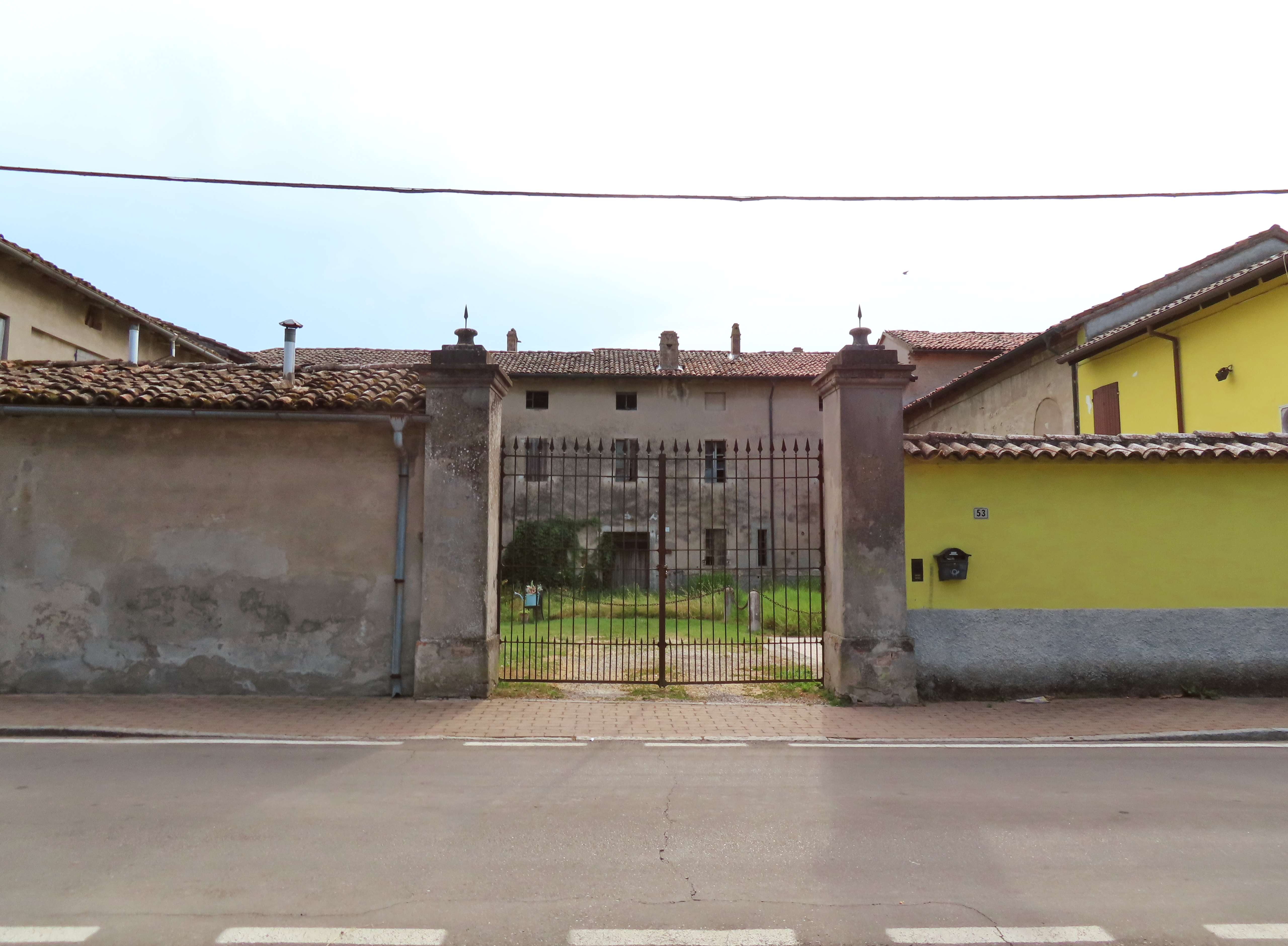
Palazzo del vescovo dei Mezzani

Voluto da mons. Ferdinando Farnese (Vescovo di Parma dal 1573 al 1606) non fu mai terminato, ma da alcuni disegni del XVI secolo sarebbe dovuto diventare grandioso. Oggi è utilizzato come abitazione privata.

#### Ex scuole elementari
Furono edificate tra il 1915 e il 1917 su progetto dell'ingegner Achille Rossi e portate a termine dall'ingegner Guido Albertelli. Dopo la chiusura del plesso scolastico negli anni 80 sono ancora in attesa di un utilizzo alternativo. L'edificio, realizzato per ospitare le scuole e alcuni ambienti per alloggiare gli insegnanti, presenta ancora la suddivisione degli spazi originaria ed è un tipico esempio dell'architettura Liberty minore del parmense.

#### Ponte Albertelli

Il collaudo del ponte Littorio, poi ribattezzato nel dopo guerra in ponte Albertelli

Ponte in cemento armato realizzato nel 1932 sopra il torrente Parma, mette in comunicazione gli abitati di Mezzano Superiore, Copermio e Mezzano Rondani. Al momento della sua realizzazione, in epoca fascista fu denominato ponte del Littorio, successivamente è stato intitolato all'ingegnere e politico parmense Guido Albertelli.

#### Monumento ai caduti
Realizzato nel 1925 è un monumento eretto a ricordo dei caduti del paese nelle due guerre mondiali. È composto da una colonna in arenaria e da una statua in marmo bianco simboleggiante la vittoria. Si trova all'angolo di piazza Rondizzoni di fronte alla chiesa.

### Altro

#### Porto Turistico Fluviale
Inaugurato il 30 maggio 2009, si tratta di un Porto Fluviale d'importanza provinciale, studiato anche per usi diportistici pubblici e privati.

#### Pista ciclabile Bici Parma Po
Si tratta della principale pista ciclabile della Bassa parmense che si snoda sulla sommità dell'argine destro del Po seguendone il percorso. Da questo tracciato si dipartono poi altre piste secondarie che si inoltrano all'interno della pianura. Si parte da Coenzo al confine con la provincia di Reggio Emilia per arrivare fino al confine con la provincia di Piacenza in prossimità di Polesine Parmense. Nel territorio di Mezzano Superiore la pista proviene dalla riserva naturale orientata Parma Morta per poi costeggiare il corso del fiume Parma fino a Colorno. La ciclovia Bici Parma Po fa parte del circuito EuroVelo 8, percorso che collega Cadice con Atene.

#### Argine di Sant'Antonio
Oggi ridotto a una semplice carrareccia di poco sopraelevata rispetto al piano di campagna, più arretrato dell'attuale, è ciò che resta dell'antico argine del fiume Po dell'epoca in cui Mezzano Superiore era un'isola del fiume.

### Aree naturali

#### Riserva naturale orientata "Parma Morta"

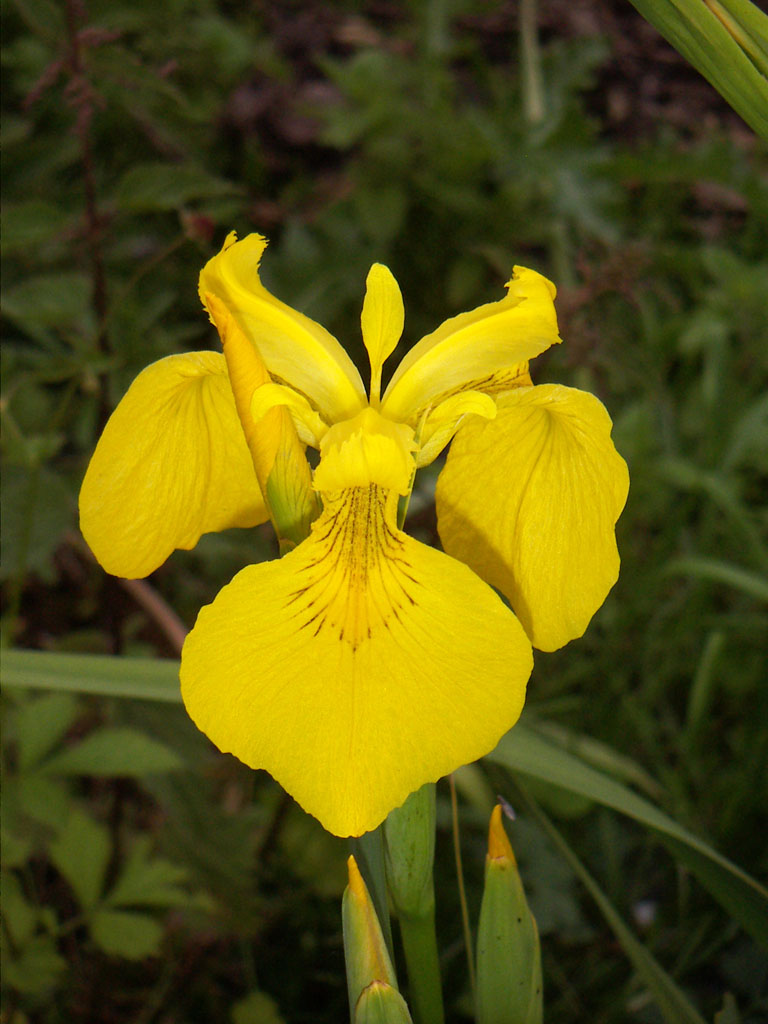
Iris d'acqua

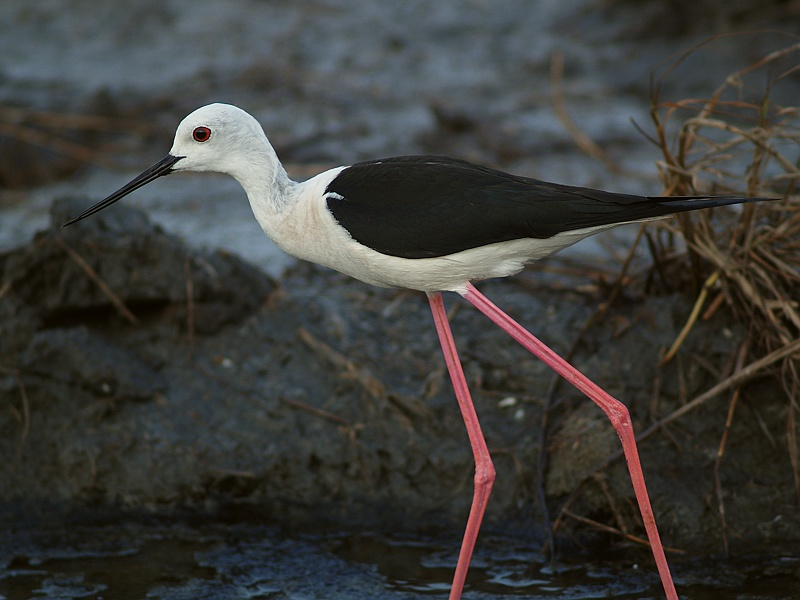
Cavaliere d'Italia

Istituita nel 1990 come riserva naturale regionale, è entrata a far parte in qualità di SIC e ZPS del progetto Rete Natura 2000. È situata lungo l'alveo abbandonato del torrente Parma che fino al XIX secolo confluiva nell'Enza. Dal punto di vista vegetazionale possiamo trovare lungo le sponde le tipiche essenze igrofile come pioppo, salice bianco e ontano mentre all'interno delle acque stagnanti prevale il cariceto. Nelle zone circostanti meno umide si possono osservare specie più spiccatamente mesofile come farnia, ciliegio selvatico, olmo e acero campestre. Importante rifugio per anfibi, rettili e uccelli, vi nidificano alcune delle specie obiettivo della direttiva Uccelli della Comunità Europea. Costituisce un corridoio ecologico tra i torrenti Parma ed Enza e uno degli ultimi ambienti umidi di una pianura fortemente antropizzata.

## Cultura

### Musica
A Mezzano Superiore ha la propria sede la Mezzabanda. È un'associazione bandistica nata nel 2013 ad opera di Marco Pierobon, docente di tromba presso i conservatori di Bolzano e Reggio Emilia e attuale direttore del gruppo.  La banda è affiancata da una scuola di musica riconosciuta dalla regione Emilia-Romagna.
Mezzano Superiore è il paese natale della cantante lirica Elena Mazzoni.

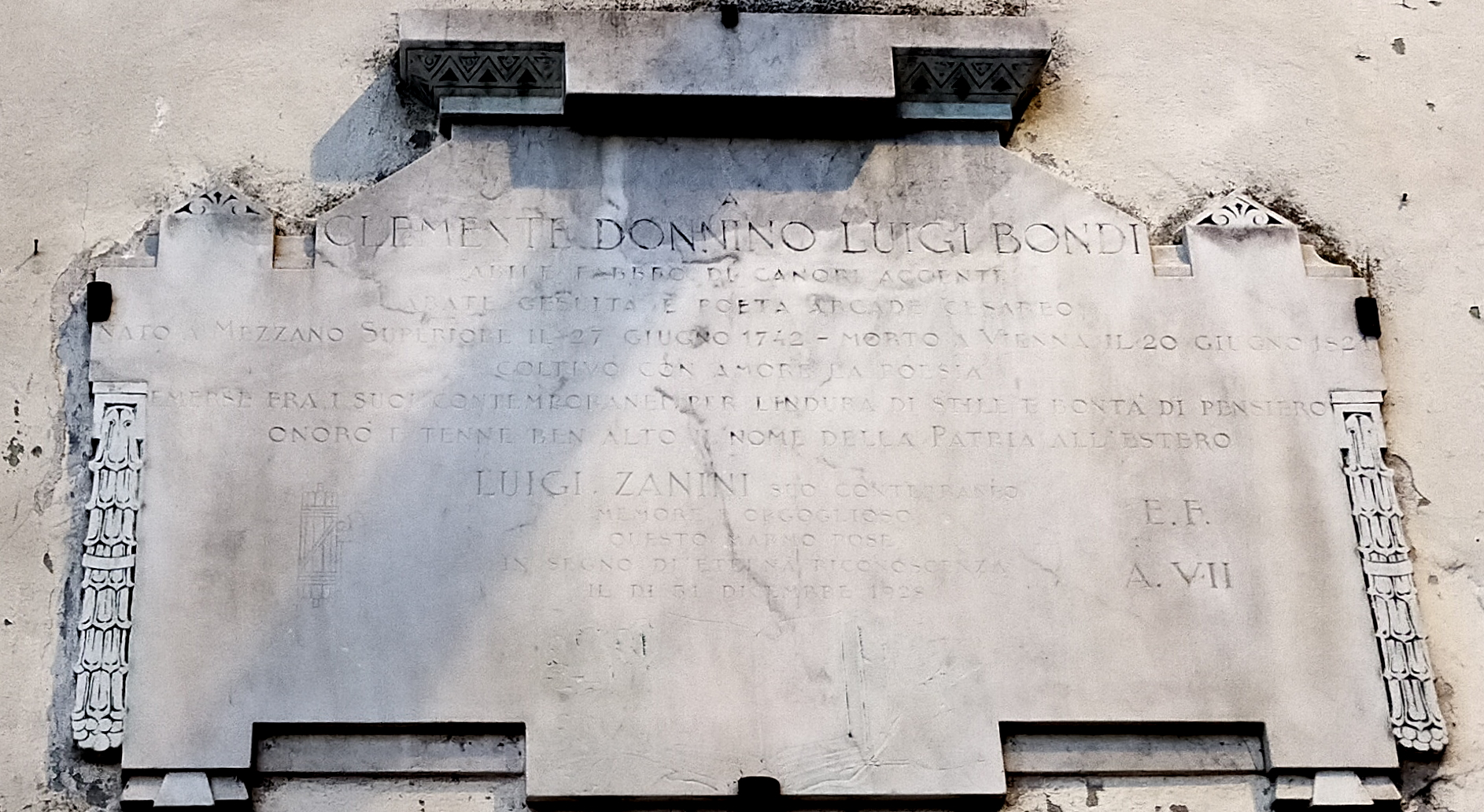
La lapide commemorativa del poeta Bondi posta sulla canonica di Mezzano Superiore

### Arte
A Mezzano Superiore è vissuto il pittore naïf Gianni Samini.

### Poesia
Il poeta dialettale parmigiano Alfredo Zerbini ha dedicato la poesia Mzàn Söra a Mezzano Superiore paese natale dei suoi avi.
Mezzano Superiore è il paese natale del poeta Clemente Bondi.

### Tradizioni e folclore
"Scargabandéra"

Si tratta di un tradizionale rito propiziatorio per i raccolti delle campagne che si celebra la sera del 5 gennaio conosciuto nei paesi limitrofi come Fasagna.

### Cucina
Tra i piatti tipici e prodotti del luogo, si segnalano i Tortej dols

## Geografia antropica

### Suddivisioni storiche

#### Trai
Le abitazioni sul lato ovest di via Gramsci costituiscono i Trai, questa porzione del paese fa parte del comune di Colorno. Come nel caso di Mezzano Rondani la strada funge da confine tra Mezzani e Colorno. Talvolta per motivi amministrativi viene indicata come frazione a sé stante, in realtà è parte integrante di Mezzano Superiore. 

#### Parmetta
È la zona del paese che si snoda lungo il lato nord della Strada provinciale 34. La denominazione trae origine dal canale Parmetta che scorreva a lato sud della strada. Il canale oggi è intubato e al di sopra di esso è stata realizzata la pista ciclabile che conduce a Casale. Le abitazioni immediatamente prospicenti l'incrocio tra la provinciale e via don Bosco sono denominate riviera di Garibaldi, ciò è dovuto al fatto che nel cortile di una di queste case è posto un busto di Giuseppe Garibaldi.

#### Ghiarola
Si tratta di un nucleo di abitazioni posto in territorio golenale posto a destra della strada che dalla chiesa del paese conduce al cimitero sulla riva destra del torrente Parma

## Infrastrutture e trasporti
La strada provinciale 34 Padana orientale che collega Colorno a Mezzani, è l'asse viario principale che lambisce la frazione.